# Elsa Henriquez
Pour les articles homonymes, voir Henriquez.
 (avril 2014).
Si vous disposez d'ouvrages ou d'articles de référence ou si vous connaissez des sites web de qualité traitant du thème abordé ici, merci de compléter l'article en donnant les références utiles à sa vérifiabilité et en les liant à la section « Notes et références ».
Elsa Henriquez, née en Argentine, est une artiste peintre et illustratrice argentine.

## Biographie
Fille de la danseuse péruvienne Helba Huara, Elsa Henriquez voit le jour en Argentine. Elle débarque à Paris en 1932 avec sa mère, et le mari de celle-ci, le journaliste péruvien Gonzalo More. En 1933, elle pose pour le peintre Balthus.
En 1935, elle réside rue Boulard à Paris où elle reçoit de nombreux artistes et amis dont le poète cubain Pita Rodriguez et le guitariste et médecin péruvien Chavico.
Le 2 avril 1940, elle épouse le peintre et photographe Émile Savitry à Hyères,  et lui donnera un fils, Francis Dupont, dit Paco. Elle deviendra l'inspiratrice et l'illustratrice de Jacques Prévert, qui lui dédia un poème.

## Collections publiques
- Musée d'art de Tel Aviv
- Musée d'art moderne de la ville de Paris

### Illustrations
- Jacques Prévert, Œuvres complètes, tome I, illustration de Elsa Henriquez, Jacqueline Duhème, André François, Ylla, n°388. Éditions Gallimard, Bibliothèque de La Pléiade (Le portrait d'un oiseau, Lettres de Prévert à Elsa Henriquez)
- Jacques Prévert, Guignol, illustration de Elsa Henriquez, éditions Miguele, La Guilde du Livre, Lausanne, 1952
- Jacques Prévert, Le Dromadaire, éditions Gallimard, 1980
- Jacques Prévert, Histoire du cheval, éditions Gallimard
- Jacques Prévert, Contes pour enfants pas sages, éditions du Pré aux Clercs, 1947
- Claude Roy, La Maison, Livre Jeunesse poésie

## Expositions
- 1943[Où ?]
- 1952 à 1976[Où ?]
- Comité France-Amérique[Quand ?][Où ?]
- « Les Primitifs », Paris, Galerie Charpentier, 1976